# Notarbartolo

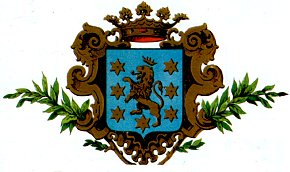
Stemma di Casa Notarbartolo

I Notarbartolo sono un'importante famiglia feudale dell'aristocrazia siciliana.
Essa vanta origini medievali e personaggi illustri che hanno dato un significativo contributo alla vita sociale, politica, militare, intellettuale ed artistica dell'isola. I diversi rami della famiglia hanno collezionato nel corso dei secoli numerosi feudi e titoli nobiliari, fra cui tre principati, due ducati, cinque marchesati, una contea ed oltre venti baronie.

## Storia

### Origini
Il nome sembra originarsi da Bartolo di Andernach, discendente di Gerlach von Wangen della stirpe dei Wangenii, signori sin dal V secolo d.C. di "Andermacco in Alsazia" (Andernach, città fortificata presso Coblenza, nel circolo del Reno Inferiore). Bartolo Wangenio discese in Italia nel 951 come "signifer" - parola non da interpretarsi con il significato classico di "alfiere", bensì con quello della bassa latinità di "porta sigilli" o segretario - dell'allora Re di Germania, e successivamente Imperatore del Sacro Romano Impero, Ottone I. Rientrando in Germania per affrontare la minaccia degli Ungari, Ottone I nominò Bartolo governatore ("gubernator") di Pisa.
Alla sua morte, gli successe il figlio Lucchino, chiamato dai pisani Lucchin di Noterbartolo, Lucchino figlio del signor Bartolo, laddove "Notarius" fu la qualifica attribuitagli per le mansioni esercitate per conto dell'Imperatore. I suoi successori vissero fra Pisa, Siena, Perugia ed altre città dell'Italia medievale, dove si distinsero come cavalieri e letterati, imparentandosi con altre illustri famiglie.

### In Sicilia
A causa della guerra fra Guelfi e Ghibellini, un discendente appartenente a quest'ultima soccombente fazione, Pier Notarbartolo Farfaglia, si trasferì a Catania, in Sicilia, una delle poche zone in Italia in cui le insegne ghibelline rimasero levate contro la Chiesa. Con diploma regio del 1296 Pier (Pietro) fu nominato Segretario del Re Federico III di Sicilia. Con un secondo diploma del 1299, allo stesso Pietro fu affidata "in feudum" la castellanìa di Polizzi per due vite. Il Villabianca scrive "Fiorì in Lolizzi questa famiglia, come da me fu detto nel di lei elogio, perché la Castellania, e l'intero governo di detta città fu concesso in feudum dal Re Federico Secondo d'Aragona a Pietro Notarbartolo Regio Milite per due vite, poiché ne sortì egli il privilegio dispacciato nella città di Nicosia a di 10 aprile Ind. 1299, quale Castellania, indi fu confermata al figliolo Bartolomeo di Notarbartolo". I due citati diplomi regi rappresentando i più antichi documenti concernenti la famiglia: gli originali bruciarono nell'incendio del castello Ursino di Catania, ma il loro testo ci è giunto tramite la trascrizione negli atti del notaio Rocco Li Chiavi di Palermo, anno 1658.
Risale al XIII secolo, ed alla lingua siciliana, l'aver cambiato in Notarbartolo l'originale Noterbartolo.

### XV e XVI secolo

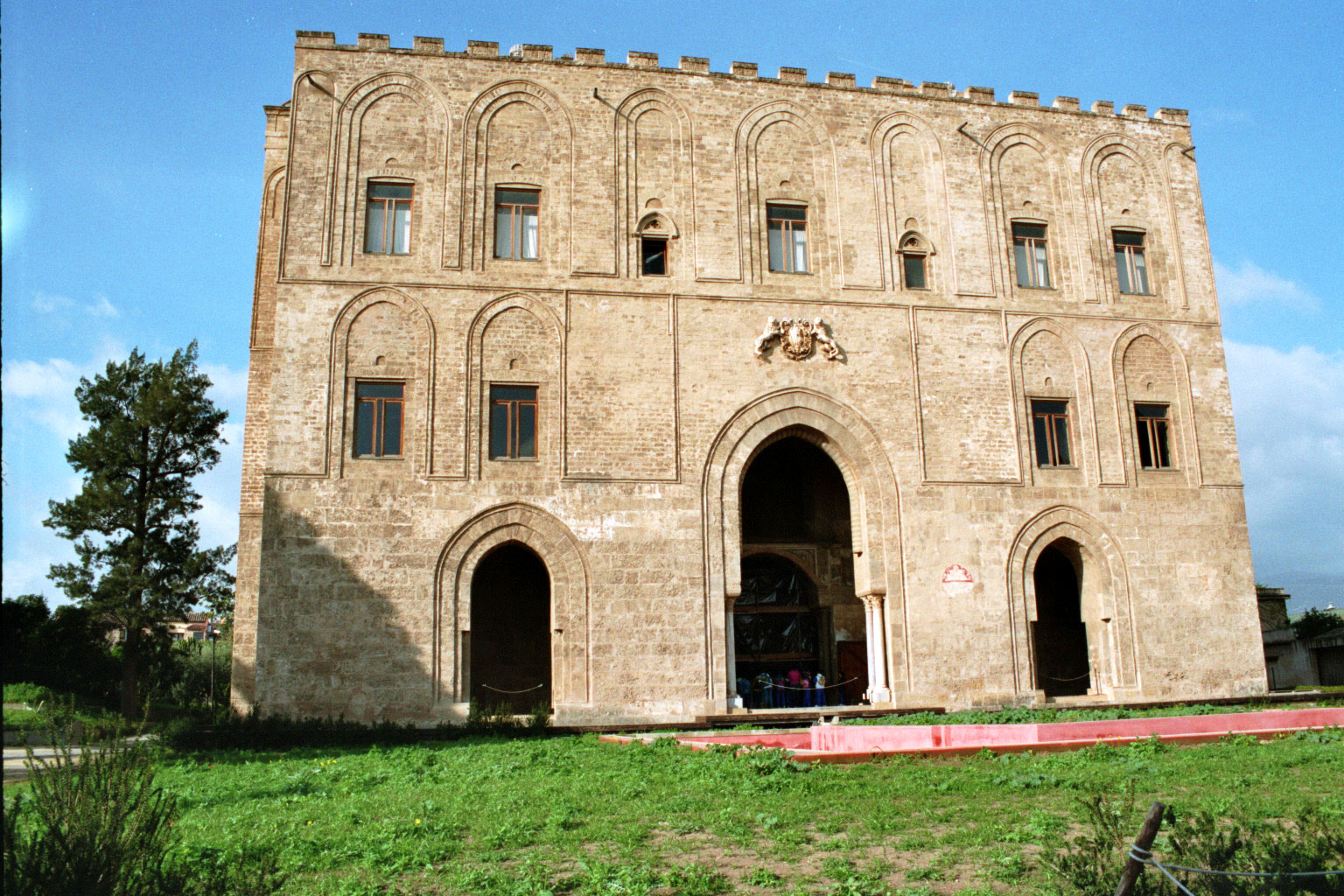
Il palazzo de la Zisa, residenza palermitana del ramo dei principi di Sciara e Castelreale

Nel 1433 il Pontefice Eugenio IV nomina Vescovo di Patti Giovanni Notarbartolo. In seguito la famiglia fiorì principalmente in Polizzi e poi a Palermo. Nel XVI secolo Vincenzo Notarbartolo senior (figlio di Giovanni, 1467 - 1516), primo signore della Golfa e primo barone della Colla, dà origine tramite la sua numerosa progenie ai più importanti rami della famiglia Notarbartolo in età moderna: quello dei signori della Golfa, quello dei baroni - poi principi - di Villanova, quello dei signori di Sicchechi (linee dinastiche oggi estinte) e quello dei baroni di Vallelunga. Da quest'ultimo, a propria volta, trarranno origine nella seconda metà del XVI secolo i rami dei principi di Sciara, dei duchi di Villarosa e dei baroni di Carcaci. Fu un Gaspare, barone di Vallelunga (morto nel 1608), ad originare i due rami principali: dalle sue prime nozze con Agata Ventimiglia di Castello Maniace Moncada ebbe vari figli, fra cui il primogenito Vincenzo, capostipite della linea dei principi di Sciara; dalle seconde nozze con Agatuzza Colonna Romano di Ventimiglia derivò invece la linea dei duchi di Villarosa. I rapporti fra i due rami, tuttavia, furono sin dal principio turbolenti. Pare che Gaspare, incitato dalla seconda moglie, abbia tentato di defraudare i figli del primo talamo, dal che derivarono litigi che costrinsero Vincenzo, nel 1621, a vendere la Baronia di Vallelunga. Fra le due linee dinastiche non correrà buon sangue per secoli.
Furono Pari di Sicilia sia il Principe di Sciara, sia il Duca di Villarosa che il Principe di Furnari.
Nel corso dei secoli, la famiglia Notarbartolo intrecciò rapporti di sangue ed affari con molte fra le più potenti famiglie dell'isola e d'Italia (fra le altre: Alliata, Colonna, Denti, Filangeri, Gravina, Grimaldi, Lancia, Moncada, Marzotto, Obizzi, Paternò, Piccolomini, Sandoval de Leon, Spucches, Stagno, Tomasi di Lampedusa, Valguarnera, Ventimiglia). La famiglia esercitò inoltre mero e misto impero su numerosi feudi sparsi per l'intera isola, fregiandosi di una lunga lista di titoli.

## Il ramo dei Duchi di Villarosa e dei Principi di Furnari

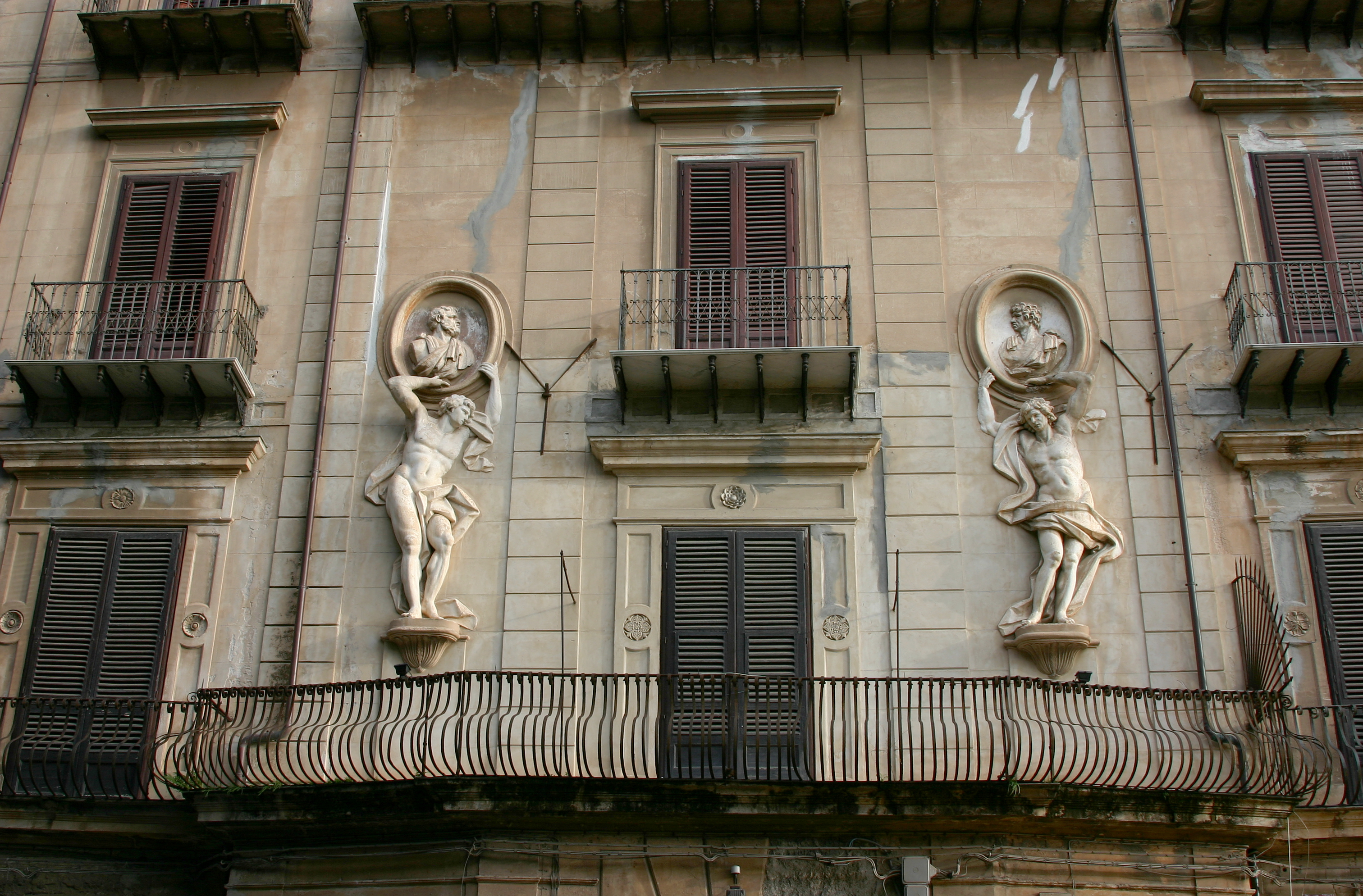
Facciata di Palazzo Notarbartolo di Villarosa in Piazza Marina, Palermo

La linea dei duchi di Villarosa, tramite un'attenta strategia di alleanze matrimoniali e un particolare regime di stretta collaborazione fra i propri membri, accumulò un notevole patrimonio fondiario e prestigio sociale, culminato con l'acquisizione da parte di Francesco (1686-1750) della ducea di Villarosa (1725). Il figlio Placido otterrà nel 1762 la licentia populandi necessaria ad edificare Villarosa nel feudo di Bombinetto, di conseguenza, a sedere stabilmente nel braccio feudale del Parlamento.
Esemplari della posizione raggiunta da questo ramo della famiglia Notarbartolo furono il Palazzo Villarosa a Bagheria e il palazzo fuori Porta Maqueda a Palermo, entrambi di Giuseppe Venanzio Marvuglia. In entrambi lavorò nella seconda metà del XIX secolo l'architetto di famiglia Giovan Battista Palazzotto.
Nel 1697 Anna Furnari dei Notarbartolo, sposò Giovanni Battista Ludovisi, figlio di Niccolò I Ludovisi, principe di Piombino e di Costanza Pamphilj, di questo matrimonio produsse un figlio, Niccolò II Ludovisi nato nel 1700, che successe a suo padre ma rinunciò a diventare prete, subito dopo aver avuto un figlio nato fuori dal matrimonio con una parrocchiale.
A fine '800, acquisiti titoli e beni della famiglia Marziani di Furnari, il ramo dei Duchi di Villarosa si suddivise a sua volta nelle linee dei Duchi di Villarosa e dei Principi di Furnari.

## Il ramo dei Principi di Sciara e Castelreale

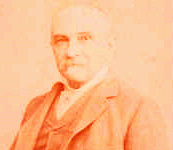
Emanuele Notarbartolo, considerato la prima vittima illustre della mafia

Le sorti del ramo di Vincenzo furono invece risollevate dal di lui figlio, Pietro, tramite cui giunsero i principati di Sciara e di Castelreale. Egli, barone di Carcaci, Capitano e Giurato di Termini, sposò Eleonora Cipolla e Graffeo, baronessa di Sciara, e da lei ebbe a primogenito Filippo Notarbartolo Cipolla. Filippo, pari di Sicilia, conseguì per decreto regio di Carlo II di Spagna nel 1671 il titolo di principe del feudo di Sciara "con facoltà di popolare il territorio" (Cons. di Reg. Mercedes, reg. 404, foglio 138 retro), fondandovi l'omonimo paese. Sposò inoltre Donn'Anna Sandoval e Paceco Filingeri, matrimonio tramite cui un secolo dopo giunsero alla famiglia Notarbartolo i titoli e le grandi proprietà terriere ed immobiliari di casa Sandoval. 
Gaspare, figlio di Filippo e secondo principe di Sciara, sposò Francesca Grimaldi e Bonafede, instaurando con l'illustre famiglia genovese rapporti di interessi mantenutisi nelle generazioni sino al XX secolo.
Un rappresentante insigne per i meriti politici di questo ramo della famiglia è senza dubbio il marchese Emanuele Notarbartolo (1834 - 1893), sindaco di Palermo e poi direttore generale del Banco di Sicilia, prima vittima illustre della mafia. Una nota via di Palermo gli è dedicata.
I Notarbartolo di Sciara ebbero a residenza palermitana il palazzo de la Zisa, espropriato dallo Stato nel 1955 e nominato parte del Patrimonio dell'Umanità (Unesco) nel luglio 2015. Il titolo nobiliare di Principe di Castelreale fu creato dai Re di Spagna per i proprietari del castello: fu concesso inizialmente ai Sandoval con apposito privilegio del 1672, e in seguito passò con titoli e beni ai Notarbartolo di Sciara, eredi dei Sandoval de Leon. La cappella sepolcrale Notarbartolo si trova nel cimitero dei Cappuccini di Palermo ad opera dell'architetto Francesco Paolo Palazzotto.
La famiglia Notarbartolo ha tutt'oggi rappresentanti sia del ramo dei principi di Sciara e Castelreale che di quello dei duchi di Villarosa e principi di Furnari.

## Arma

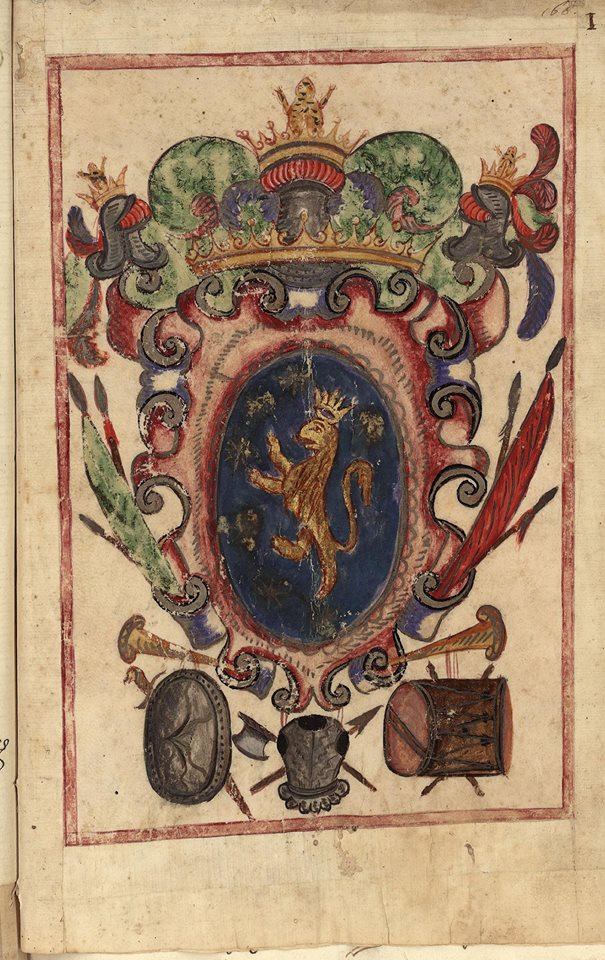
Stemma famiglia Notarbartolo, 1282 d.C., Archivio di Stato di Palermo

Arma: su campo azzurro, al leone coronato d'oro, armato e lampassato di rosso, accompagnato da sette stelle, di cui sei poste in cinta e l'ultima in punta o in coda.
Questo stemma, formalmente confermato a Ludovico Notarbartolo con Privilegio del 14 luglio 1314 dal Re di Napoli Roberto d'Angiò - di cui Ludovico era Ammiraglio - celebra, con le sue sette stelle, le sette vittorie navali che i Notarbartolo contribuirono a riportare sui ghibellini.

## Esponenti
- Bartolo (m. 979), portasigilli dell'Imperatore Ottone I, governatore di Pisa
- Guido Notarbartolo (m. 1269), comandante ghibellino a Firenze
- Ludovico Notarbartolo (m. 1320), comandante ghibellino, ammiraglio del Re di Napoli Roberto d'Angiò
- Pietro Notarbartolo (1270 - 1335), Segretario Reale di Federico III di Sicilia, governatore di Polizzi
- Giovanni Notarbartolo (m. 1437), Vescovo di Patti
- Ugo Notarbartolo (m. 1615), Cavaliere dell'Ordine di Malta, governatore del Monte di Pietà di Palermo, senatore
- Filippo Notarbartolo (1642 - 1702), deputato del Regno, fondatore e primo Principe di Sciara
- Francesco Paolo (1777 - 1823), IV Principe di Sciara, delegato al Congresso di Vienna per conto di Ferdinando I, Re delle Due Sicilie
- Emanuele Notarbartolo (1834 - 1893), sindaco di Palermo, Direttore Generale del Banco di Sicilia, prima vittima illustre della Mafia
- Marco Notarbartolo di Sciara (1902 - 1985), ufficiale di marina, aiutante di campo di Vittorio Emanuele III di Savoia, fondatore del Centro Velico Caprera
- Giuseppe Notarbartolo di Sciara (n. 1948), biologo marino e conservazionista, figlio di Marco Notarbartolo di Sciara

## Fonti e letteratura
Dettagliate informazioni sulla famiglia Notarbartolo sono rinvenibili nel ricco archivio privato del ramo dei Duchi di Villarosa - ancorché spesso riguardanti anche il ramo dei Principi di Sciara. Depositato presso l’Archivio di Stato di Palermo, questo patrimonio documentario è costituito da 779 volumi e copre un arco cronologico che va dal XV al XX secolo. Altri fondi archivistici depositati presso il medesimo Archivio di Stato, quali il fondo Notai Defunti ed i Riveli nel fondo Deputazione del Regno e nel fondo Tribunale del Real Patrimonio, contengono abbondanti informazioni, atti e documenti riguardanti la famiglia Notarbartolo.
In aggiunta, numerosi volumi sono stati dedicati parzialmente od integralmente alla famiglia. Si menzionano, a titolo esemplificativo:
- A. Mango di Casalgerardo, Il nobiliario di Sicilia, Palermo, 1915
- F. San Martino de Spucches, La storia dei feudi e dei titoli nobiliari di Sicilia, Palermo, 1924
- M. Ganci, I grandi titoli del Regno di Sicilia, Palermo - Siracusa, 1988
- V. Palizzolo Gravina, Dizionario storico-araldico della Sicilia, IIª ed., Palermo, 1991
- A. Bisceglia, Signori, patrizi e cavalieri nell'età moderna, Laterza, Roma - Bari, 1992
- Libro d'oro della Nobiltà Italiana, XXIV ed. 2010-2014, Collegio Araldico, Roma, 2010
- M. Papalia, La Casa Notarbartolo - Storie e tavole Genealogiche, Antipodes, Palermo, 2016